# Президентские выборы в Южной Корее (2012)
Президентские выборы в Республике Корея 2012 года состоялись 19 декабря и были 18-ми со времени образования республики и 6-ми выборами со времени демократизации и возникновения Шестой республики. Выборы проходили по мажоритарной избирательной системе в один тур.
На выборах с небольшим отрывом победила Пак Кын Хе из правой партии Сэнури, став первой женщиной-президентом Южной Кореи.

## Контекст выборов
Ли Мён Бак был избран президентом Южной Кореи на выборах 2007 года от партии Ханнара, или Большой национальной партии (в 2012 году партия стала именоваться Сэнури), после партийных праймериз, в которых он с очень небольшим перевесом победил Пак Кын Хе. В результате его победы на президентских выборах закончилось десятилетие правления либеральных президентов Ким Дэ Чжуна и Но Му Хёна. Правительство Ли Мён Бака действовало с целью уменьшения государственной бюрократии и не вмешивалось в экономическую политику страны. Оно критиковалось либеральными политиками за политические скандалы и противоречивую политику, включая планы строительства новой военно-морской базы и Соглашения о свободной торговли между США и Республикой Корея, хотя обе программы были инициированы предыдущей администрацией. Несмотря на внушительную победу на выборах 2007 года, где Ли Мён Бак получил 48,7 % голосов, уровень его поддержки населением упал к 2012 году ниже 30 %.
В конце 2011 года лидером Великой национальной партии стала Пак Кын Хе, которая в феврале 2012 года переименовала партию в Сэнури (Партия новых горизонтов). Она дистанцировалась от Ли Мён Бака и привела партию к более центристской позиции. На парламентских выборах 2012 года Пак Кын Хе привела Сэнури к убедительной победе: партия получила большинство (152 места из 300) в парламенте. В результате Пак Кын Хе упрочила своё положение в партии как лидер среди кандидатов от Сэнури на президентские выборы.
Оппозиция Сэнури была разделена между Объединённой демократической партией и независимым кандидатом Ан Чхоль Су, который стал одним из лидирующих кандидатов, несмотря на малозаметную избирательную кампанию. Первоначально Объединённая демократическая партия склонялась к выдвижению Сон Хак Кю, бывшего губернатора провинции Кёнгидо, однако к концу 2011 года лидирующим кандидатом на выдвижение стал Мун Чжэ Ин. Независимый Ан Чхоль Су также был приглашён в партию, но его внутрипартийная поддержка как кандидата от ОДП оказалась лишь 2,3 %. ОДП расколота на сторонников Мун Чжэ Ина и крылом Хонам, поддерживающего бывшего президента Ким Ён Сама.
23 ноября либеральный беспартийный кандидат Ан Чхоль Су отказался от выдвижения, заявив, что избирателям нужен один либеральный кандидат. Таким образом, в гонке осталось два основных кандидата.

## Кандидаты

### Объединённая демократическая партия
Предварительный отбор кандидата на Президентские выборы 2012 года Объединённая демократическая партия впервые проводила в формате открытых праймериз. Они проводились как мобильное голосование и были объявлены революцией в голосовании, так как обеспечивали удобный для избирателей процесс. Однако, критики указывали на проблемы с легитимностью и достоверностью такого голосования. 16 сентября 2012 года были объявлены результаты предварительных партийных выборов. Победу одержал Мун Чжэ Ин, который получил большинство во всех регионах и набрал 56,5 % голосов (347 183 из 614 257 поданных). Мун Чжэ Ин был объявлен кандидатом в президенты от Объединённой демократической партии. После номинации он заявил, что хочет объединить усилия с независимым либеральным кандидатом Ан Чхоль Су.

### Сэнури
Результаты предварительных выборов партии Сэнури были объявлены на партийной конференции 20 августа 2012 года. Кандидатом в президенты была выдвинута Пак Кын Хе, которая победила со значительным отрывом от прочих кандидатов, получив 83,97 % голосов (86 589 из 103 118 поданных).

## Результаты
|                                               | Пак Кын Хе                  | Сэнури                              | 15 773 128 | 51,55 %  |
|                                               | Мун Чжэ Ин                  | Объединённая демократическая партия | 14 692 632 | 48,02 %  |
|                                               | Кан Джи Вон                 | Независимый                         | 53 303     | 0,17 %   |
|                                               | Ким Сун Джа                 | Независимый                         | 46 017     | 0,15 %   |
|                                               | Ким Со Ён                   | Независимый                         | 16 687     | 0,05 %   |
|                                               | Пак Чон Сон                 | Независимый                         | 12 854     | 0,04 %   |
|                                               | Недействительных бюллетеней |                                     | 126 838    | 0,41 %   |
| Всего (Явка: 75,83 %)                         | Всего (Явка: 75,83 %)       | Всего (Явка: 75,83 %)               | 30 594 621 | 100,00 % |
| Источник: Национальная избирательная комиссия |                             |                                     |            |          |